# مايك فولي (سياسي)
مايك فولي (بالإنجليزية: Mike Foley)‏ هو سياسي أسترالي، ولد في 3 ديسمبر 1946. انتخب عضو مجلس نواب تسمانيا.